# 4 de Julho Esporte Clube
Il 4 de Julho Esporte Clube, noto anche semplicemente come 4 de Julho, è una società calcistica brasiliana con sede nella città di Piripiri, nello stato del Piauí.

## Storia
Il club è stato fondato il 4 luglio 1987, da cui il nome 4 de Julho. Il 4 de Julho ha vinto il Campionato Piauiense nel 1992 e nel 1993. Ha partecipato al Campeonato Brasileiro Série B nel 1989, dove è stato eliminato alla prima fase. Il 4 de Julho ha partecipato al Campeonato Brasileiro Série C nel 1997, dove è stato eliminato alla prima fase. Il club ha vinto il Campionato Piauiense per la terza volta nel 2011, dopo aver battuto il Comercial in finale, vincendo 1-0 all'andata, e pareggiando 1-1 al ritorno, le partite sono state giocate rispettivamente il 10 agosto e il 17 agosto.

## Palmarès

### Competizioni statali
- Campionato Piauiense: 4

1992, 1993, 2011, 2020
- Campeonato Piauiense Segunda Divisão: 2

2003, 2016